# Jeux de la Francophonie de 1994
 (avril 2025).
Si vous disposez d'ouvrages ou d'articles de référence ou si vous connaissez des sites web de qualité traitant du thème abordé ici, merci de compléter l'article en donnant les références utiles à sa vérifiabilité et en les liant à la section « Notes et références ».
Navigation
Casablanca-Rabat 1989 Antananarivo
1997
Les Jeux de la Francophonie 1994, IIes Jeux de la Francophonie, se sont déroulés du 5 au 13 juillet 1994 à Paris et Évry-Bondoufle, en France.

## Sports représentés
Le genre est noté F pour Femmes et H pour Hommes :
| Sport                               | Genre | Résultat  |
| ----------------------------------- | ----- | --------- |
| Athlétisme et Athlétisme handisport | H/F   | Résultats |
| Basket-ball                         | F     | Résultats |
| Football                            | H     | Résultats |
| Handball                            | H/F   | Résultats |
| Judo                                | H/F   | Résultats |
| Tennis de table                     | H/F   | Résultats |
| Lutte                               | H     | Résultats |

## Récapitulatif des médailles
| Rang  | Nation                    | 00Or00 | Argent | Bronze | Total |
| ----- | ------------------------- | ------ | ------ | ------ | ----- |
| 1     | France                    | 28     | 28     | 24     | 80    |
| 2     | Roumanie                  | 16     | 3      | 5      | 24    |
| 3     | Canada                    | 14     | 10     | 15     | 39    |
| 4     | Québec                    | 8      | 4      | 16     | 28    |
| 5     | Maroc                     | 6      | 11     | 7      | 24    |
| 6     | Tunisie                   | 4      | 7      | 1      | 12    |
| 7     | Égypte                    | 2      | 5      | 4      | 11    |
| 8     | Suisse                    | 2      | 1      | 5      | 8     |
| 9     | Sénégal                   | 2      | 1      | 3      | 6     |
| 10    | Wallonie-Bruxelles        | 1      | 3      | 6      | 10    |
| 11    | Madagascar                | 1      | 2      | 3      | 6     |
| 12    | Burkina Faso              | 1      | 0      | 2      | 3     |
| 13    | Togo                      | 1      | 0      | 1      | 2     |
| 14    | Guinée                    | 1      | 0      | 0      | 1     |
| 14    | Liban                     | 1      | 0      | 0      | 1     |
| 16    | Côte d'Ivoire             | 0      | 3      | 3      | 6     |
| 17    | République du Congo       | 0      | 3      | 2      | 5     |
| 18    | Nouveau-Brunswick         | 0      | 1      | 2      | 3     |
| 19    | République centrafricaine | 0      | 1      | 0      | 1     |
| 19    | Dominique                 | 0      | 1      | 0      | 1     |
| 19    | Gabon                     | 0      | 1      | 0      | 1     |
| 19    | Mali                      | 0      | 1      | 0      | 1     |
| 23    | Cambodge                  | 0      | 0      | 2      | 2     |
| 23    | Luxembourg                | 0      | 0      | 2      | 2     |
| 23    | Maurice                   | 0      | 0      | 2      | 2     |
| 26    | Burundi                   | 0      | 0      | 1      | 1     |
| 26    | Djibouti                  | 0      | 0      | 1      | 1     |
| 26    | Viêt Nam                  | 0      | 0      | 1      | 1     |
| Total | Total                     | 88     | 86     | 108    | 282   |

## Délégations non médaillées
Les pays revenus non médaillés sont les suivants :
- Bénin
- Bulgarie
- Cambodge
- Comores
- Guinée-Bissau
- Guinée équatoriale
- Haïti
- Laos
- Mauritanie
- Monaco
- Niger
- Sainte-Lucie
- Seychelles
- Tchad